# Parkeisenbahn Lauchhammer
| Streckenlänge: | 0,963 km            |              |              |
| Spurweite: | 500 mm (Schmalspur) |              |              |
| Streckengeschwindigkeit: | 10 km/h             |              |              |
| |                     |              |              |
| \| \| 0,0 \| Bahnhof \| Bahnhof \| \| \| \| Lokschuppen \| \| \| \| 0,3 \| Abzweig \| Abzweig \| \| \| \| Binnengraben \| \| \| \| \| \| \| |                     |              |              |
| Strecke von links · Bahnübergang quer · Bahnhof quer · Bahnübergang quer · Strecke von rechts                                               | 0,0                 | Bahnhof      | Bahnhof      |
| Strecke · Bahnübergang · Betriebs-/Güterbahnhof Streckenanfang                                                                              |                     | Lokschuppen  | Lokschuppen  |
| Strecke geradeaus · Abzweig geradeaus und von links · Strecke nach rechts                                                                   | 0,3                 | Abzweig      | Abzweig      |
| Brücke über Wasserlauf · Brücke über Wasserlauf                                                                                             |                     | Binnengraben | Binnengraben |
| Strecke nach links · Strecke quer · Bahnübergang quer · Bahnübergang quer · Strecke nach rechts                                             |                     |              |              |

Die Parkeisenbahn Lauchhammer ist eine schmalspurige ehemalige Pioniereisenbahn, die seit 1955 im Schlosspark in Lauchhammer-West verkehrt. An etwa zehn Tagen im Jahr findet auf der Bahn öffentlicher Fahrbetrieb statt. Von 1952 bis 1959 verkehrte eine weitere Pioniereisenbahn in Lauchhammer-Süd.

## Geschichte

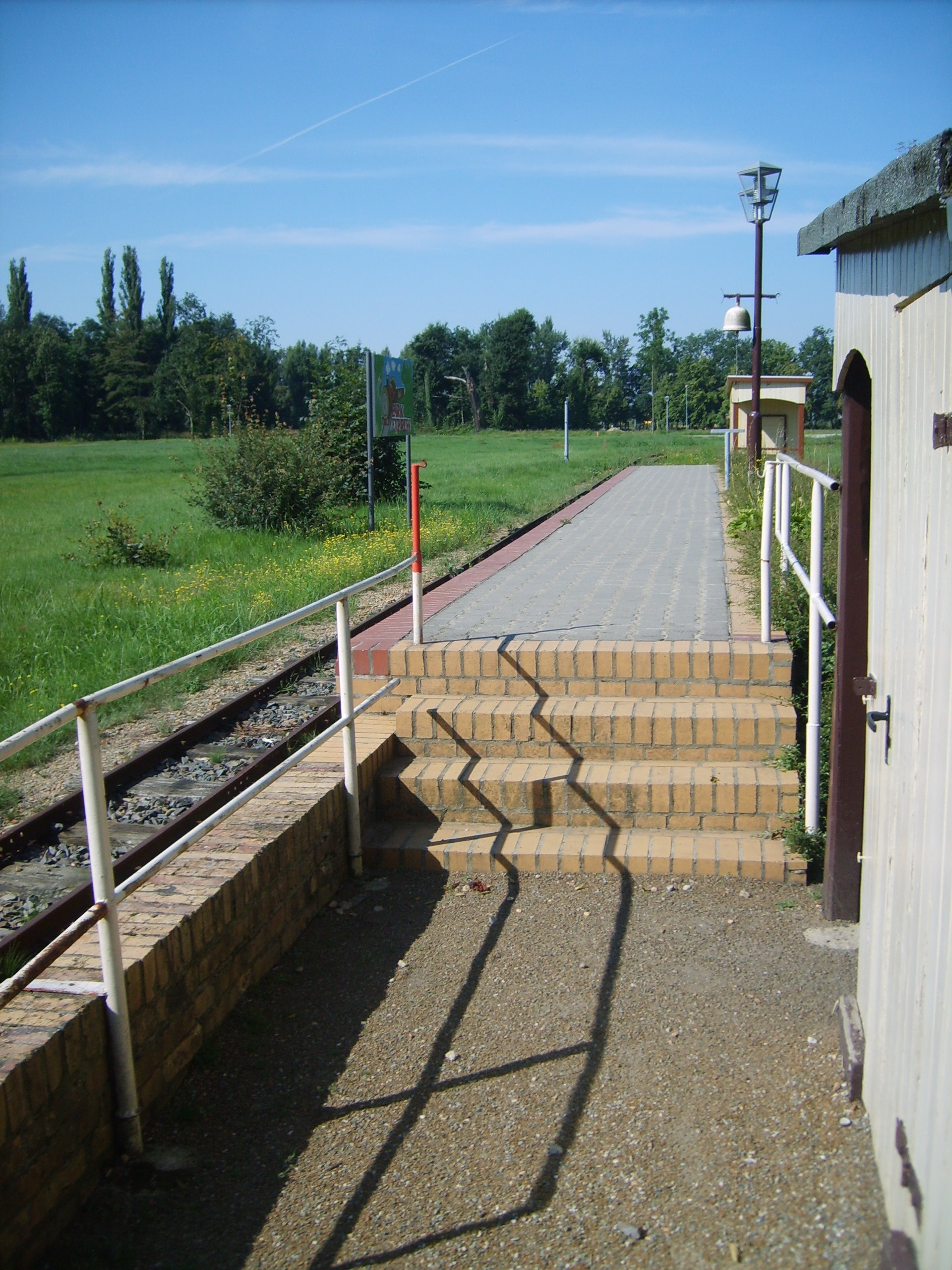
Bahnhof im Schlosspark Lauchhammer-West (2009)

Auf Initiative des früheren Braunkohlenwerks „Freundschaft“ entstand 1952 zunächst im Puschkinpark im heutigen Lauchhammer-Süd eine Gleisanlage mit 150 m Länge einschließlich eines künstlichen Tunnels. Nach der Eröffnung am 1. Mai 1952 verkehrten auf der 500-mm-spurigen Anlage eine Akkulokomotive und acht umgebaute Wagen der Grubenbahn des Braunkohlenwerkes. Später erhielt die Lok den Strom über eine 40-Volt-Oberleitung, bis 1954 die Diesellokomotive ROSI den Dienst aufnahm. Zugleich wurde die Strecke auf 400 m verlängert. Es wird berichtet, dass – wie bei Pioniereisenbahnen üblich – Dienstposten wie Zugschaffner oder Fahrdienstleiter mit Mitgliedern der Pionierorganisation „Ernst Thälmann“ besetzt wurden. Die Bahn wurde an den Wochenenden betrieben. 1959 wurden die Anlagen in Lauchhammer-Süd abgebaut.
1954 hatte das Braunkohlenwerk „Friedenswacht“ begonnen, im damaligen Volkspark in Lauchhammer-West einen ebenfalls 500-mm-spurigen Rundkurs mit 450 m Länge, den Pionierbahnhof „Friedenswacht“ sowie zwei Formsignale zu errichten. Am 3. Juli 1955 nahm diese von der Anschlussbahn der Kokerei Lauchhammer betreute Pioniereisenbahn ihren Dienst auf. Dort standen die Diesellokomotive LUZI und acht offene Personenwagen zur Verfügung. Auch bei dieser Bahn waren anfangs Kinder und Jugendliche tätig. Betrieben wurde sie an den Wochenenden, später nur noch zu besonderen Anlässen. Seit 1957 ergänzte die Diesellokomotive AMANDA den Fahrzeugpark. Nach Einstellung der Pioniereisenbahn in Lauchhammer-Süd 1959 kamen deren Fahrzeuge zur Bahn nach Lauchhammer-West.
1972 wurde bei der Pioniereisenbahn in Lauchhammer-West ein künstlicher Tunnel errichtet, der auch zum Unterstellen der drei Lokomotiven und der 16 Wagen diente. Dazu wurde die Streckenführung verändert. 1977 änderte man den Verlauf der Strecke, die bis dahin unmittelbar am Zuschauerraum der im Park liegenden Freilichtbühne entlang führte, erneut. 1982 riss man den Tunnel wegen Baufälligkeit ab und erbaute einen Lokschuppen. Seit 1983 besteht der Rundkurs in seiner heutigen Form. 
Wegen des verschlissenen Lok- und Wagenparks wurde die Bahn 1999 zunächst außer Betrieb genommen. Nachdem 2002 die Finanzierung der notwendigen Instandsetzungsarbeiten sichergestellt war, erfolgte die Überholung der Lokomotive AMANDA. Zudem wurde im Rahmen einer Arbeitsbeschaffungsmaßnahme der Oberbau erneuert. Am 5. Juli 2003, dem 50. Jahrestag der Verleihung des Stadtrechts an Lauchhammer, wurde die Bahn wieder in Betrieb genommen. 2004 wurden auch die beiden anderen Lokomotiven instand gesetzt sowie Signale und ein Stellwerk installiert. Der Orkan Kyrill, der im Januar 2007 schwere Schäden im Schlosspark verursachte, zog auch den Gleiskörper in Mitleidenschaft. 2009 und 2010 wurden die beiden über den Binnengraben führenden Brücken saniert.
2017 wurden sämtliche Radsätze der Fahrzeuge erneuert. Zur Finanzierung stellte das Land Brandenburg 37.000 Euro aus Lottomitteln zur Verfügung.
Bis in die 1970er Jahre wurde die Bahn als Pioniereisenbahn oder Pionierbahn bezeichnet. Auch in der heutigen Literatur wird für jene Epoche die Bezeichnung Pioniereisenbahn verwendet. Spätere Bezeichnungen der Bahn lauteten Parkbahn und, ab 2003, Parkexpress. Der heutige Name ist nach der Dienstordnung, auf deren Grundlage der Fahrbetrieb durchgeführt wird, Parkeisenbahn Lauchhammer.
Jedenfalls seit den 1970er Jahren wird die Bahn ausschließlich von Erwachsenen betrieben. Ende der 1970er Jahre gab es Überlegungen, Schüler der damaligen Juri-Gagarin-Oberschule Lauchhammer am Fahrbetrieb zu beteiligen.

## Betrieb und Anlagen
Der Betrieb erfolgt heute auf Grundlage der Bau- und Betriebsordnung für Pioniereisenbahnen. Eine Zugfahrt besteht aus mehreren Rundfahrten im Uhrzeigersinn ohne Halt (sog. Rudelfahrten). Es ist Zweizugbetrieb möglich. Der Zugang zu den Zügen erfolgt am als „Bahnhof“ bezeichneten Bahnsteig im nördlichen Bereich der Anlage. Dort befinden sich zudem zwei kleine Gebäude aus der Errichtungszeit der Bahn. Als weiteres Gebäude ist noch der zweiständige Lokschuppen vorhanden, der über ein kurzes Zweiggleis an den Rundkurs angebunden ist und in dem sämtliche Fahrzeuge abgestellt werden können. Dort befinden sich auch die beiden einzigen Weichen der Bahn. Die offizielle Kilometrierung – Kilometersteine sind allerdings nicht vorhanden – beginnt am Abzweig zum Lokschuppen.
Betreiber der Bahn ist die Stadt Lauchhammer, die von etwa 16 Ehrenamtlichen unterstützt wird, die sich Freunde der Parkbahn nennen. Das Wirken dieser Gruppe wurde im April 2018 mit der „Medaille des Landtages Brandenburg“ gewürdigt.
Zugbetrieb findet an etwa zehn bis zwanzig Tagen im Jahr statt.

## Fahrzeuge

### Diesellokomotiven
Zunächst war in Lauchhammer-Süd eine Akkulokomotive im Einsatz. Diesellokomotiven übernehmen die Traktion seit 1954. Die Gestaltung der Lokomotiven lehnt sich an das äußere Erscheinungsbild von Dampflokomotiven an. Die Höchstgeschwindigkeit der Lokomotiven und der Züge beträgt 10 km/h.
Die Angaben zur Herkunft der Lokomotiven sind uneinheitlich. Nach Angaben von Erhard Scheindel handelt es sich um individuelle Fahrzeuge, die von Betrieben in Lauchhammer gebaut wurden. Nach Angaben des Internetportals Bahn-Express basieren die Konstruktionen auf Lokomotiven des Typs LKM Ns 1, die für eine Spurweite von 600 mm vorgesehen waren. Nur Anpassungsarbeiten wie Umspurung oder Ausstattung mit neuen Dieselmotoren seien in den Betrieben vorgenommen worden.
| Name   | Achsfolge | Motorenhersteller | Leistung | Herstellung/Umbau durch         | in Lauchhammer seit | Anmerkungen                                                          |
| ------ | --------- | ----------------- | -------- | ------------------------------- | ------------------- | -------------------------------------------------------------------- |
| ROSI   | B-dm      | Deutz             | 10 PS    | Stahlbau Lauchhammer            | 1954                | möglicherweise auf Basis einer Ns 1 (Baujahr: 1952, Fabriknr. 47023) |
| LUZI   | B-dm      | Junkers           | 12,5 PS  | Hauptwerkstatt Lauchhammer-West | 1955                | möglicherweise auf Basis einer Ns 1 (Baujahr: 1952, Fabriknr. 47014) |
| AMANDA | B-dm      | Deutz             | 10 PS    | Braunkohlenwerk „Friedenswacht“ | 1957                | möglicherweise auf Basis einer Ns 1 (Baujahr: 1952, Fabriknr. 47012) |

### Personenwagen
Es sind zwei Wagenzüge mit je acht offenen Wagen vorhanden.
|       | ursprüngliche Verwendung                  | Umbau durch (Jahr)                    | Sitzplätze je Wagen                 | Länge über Puffer  | Breite |
| ----- | ----------------------------------------- | ------------------------------------- | ----------------------------------- | ------------------ | ------ |
| Zug 1 | Kohlen- bzw. Aschehunte                   | Hauptwerkstatt Lauchhammer-Süd (1954) | 4                                   | 1,13 m             | 0,80 m |
| Zug 2 | Unterwagen bzw. Abzugswagen einer Kokerei | Bauhof Lauchhammer-West (1955)        | 4 (sechs Wagen) bzw. 8 (zwei Wagen) | 1,90 m bzw. 2,50 m | 1,00 m |

### Sonstige Fahrzeuge
Seit 2018 verfügt die Bahn über einen Wagen mit Laubbläser zur Reinigung des Streckengleises.